# Grolsheim
Grolsheim település Németországban, Rajna-vidék-Pfalz tartományban. Lakosainak száma 1352 fő (2023. december 31.).

## Népesség
A település népességének változása:
| Lakosok száma | 718  | 1283 | 1297 | 1333 | 1385 | 1352 |
|               | 1975 | 2017 | 2019 | 2021 | 2022 | 2023 |